# Wonder Girls
Die Wonder Girls (koreanisch: 원더 걸스) war eine südkoreanische Girlgroup der zweiten K-Pop-Generation. Sie sind in Südkorea bei JYP Entertainment und in Japan bei Sony Music Entertainment Japan unter Vertrag. Alle fünf Mitglieder der Band wurden durch verschiedene Castings ausgewählt und debütierten im Februar 2007.
Seitdem hatten sie vier aufeinanderfolgende Nummer-1-Hits mit Tell Me, So Hot, Nobody und 2 Different Tears und gewannen im Jahre 2008 zwei Daesangs „Artist of the Year“-Awards. Mit ihrem Youtube-Hit Like Money erreichte die Band Platz 22 der US-amerikanischen Billboard Hot 100.
Am 26. Januar 2017 hat sich die Band aufgelöst. Ihre letzte Single Draw Me (koreanisch: 그려줘) wurde am 10. Februar 2017 veröffentlicht.

## Bandmitglieder
Es gibt drei ehemalige Bandmitglieder: Hyuna verließ die Band aus gesundheitlichen Gründen kurz vor der Veröffentlichung von Tell Me 2007 und ist seit 2009 Mitglied der Gruppe 4minute. 2010 verschob Sunmi ihre Musikkarriere um ihre schulische Laufbahn fortzufahren. Da es aber keine offizielle Mitteilung eines Ausstiegs gibt, wird sie teilweise noch als ein Mitglied angesehen. In dem aktuellen Comeback, das für den 3. August 2015 angesetzt ist, wird sie wieder dabei sein.
Sohee war die Fronttänzerin der Gruppe. Ihr Schauspieldebüt gab sie als Nebendarstellerin im Film 뜨거운 것이 좋아, Hellcats. Außerdem war sie die Hauptdarstellerin in 8eights Musikvideo Without a Heart. Im Dezember 2013 verließ sie die Gruppe.
- Min Sun-ye 민선예, 閔先藝; * 12. August 1989[5] hat den Künstlernamen „Sunye“ in Asien und „Sun“ in Amerika. Sie nimmt die Position des Bandleaders und Hauptsängers ein. Im Jahr 2001 nahm sie in der Castingshow 99% Challenge Project teil und wurde im Alter von 12 in die JYP Akademie aufgenommen. Sie trainierte fast sechs Jahre um als Bandleaderin der Wonder Girls zu debütieren. Sie arbeitete schon mit vielen verschiedenen Künstlern zusammen, wie zum Beispiel 8eight, Park Jin-young und Mighty Mouth. Außerdem sang sie für zwei Fernsehserien jeweils ein Lied: 일월지가, Sonne und Mond für 한성별곡, Conspiracy in the Court und Maybe für Dream High.

- Park Ye-eun 박예은, 朴譽恩; * 26. Mai 1989[5] hat den Künstlernamen „Yeeun“ in Asien und „Yenny“ in Amerika. Sie nimmt die Position des Frontsängers in der Gruppe ein. Sie kam 2007 als letztes Mitglied kurz vor dem Debüt in die Gruppe. Sie arbeitete schon mit vielen verschiedenen Künstlern zusammen, wie zum Beispiel 8eight, H-Eugene und San-E. Sie sang mit Jay Park das Lied 正, Jeong, für die Fernsehserie 한성별곡, Conspiracy in the Court. Sie komponierte und schrieb die Lieder Saying I love you, For Wonderful, Smile und G.N.O.

- Kim Yu-bin 김유빈, 金瑜斌; * 4. Oktober 1988[5] ist bekannt unter den Namen „Yubin“ oder „Yoobin“ und ist die Rapperin der Gruppe. Sie ist die Älteste der Gruppe und schloss sich der Gruppe nach Hyun-ahs Ausstieg an. Ihr offizielles Debüt war am 7. September 2007. Man kann sie auch in den Musikvideo von 2PMs 10 out of 10 sowie in Shinhwas Once in a Lifetime sehen. Als Rapperin hört man sie auch in Liedern der Shinhwa Mitglieder Lee Andy, Lee Min-woo und der Sänger Kim Bum-soo und Chun G. Sie sollte eigentlich in der Girlgroup Five Girls zusammen mit G.NA, After Schools UEE, Secrets Hyosung und auch mit dem ehemaligen T-ara Mitglied Yang Jiwon gemeinsam in einer Band debütieren.[6] Doch aus finanziellen Gründen geschah dies nicht und die Mitglieder wechselten zu verschiedenen Labels. Yubin hat beim Album Wonder World ihre eigenen Rap-Texte für Girls Girls, Sweet Dreams und Me, In geschrieben.

- Woo Hye-rim 우혜림, 禹惠林; * 1. September 1992[5] ist auch als „Hyerim“, „Hyelim“ und „Lim“ bekannt. Ihr amerikanischer Name lautet „Christina Woo“. Sie nimmt in der Gruppe die Position einer Sängerin, Haupttänzerin und zweite Rapperin ein. Sie stieß nach dem Bekanntwerden von Sunmis Pause 2010 zur Gruppe. Hyerim wurde in Seoul geboren, wuchs aber in China auf. Aus diesem Grund kann sie vier Sprachen fließend sprechen: Englisch, Koreanisch, Mandarin und Kantonesisch. Ihr Debüt war eigentlich mit Miss A geplant. Hyerim schrieb ihren eigenen Rap-Text für das Lied Act Cool aus dem Album Wonder World.

### Mitglieder-Chronik
| Mitglieder/Jahre | 2007    | 2007 | 2007      | 2008 ~ 2009 | 2010   | 2010    | 2013 | 2015 |
| Mitglieder/Jahre | Februar | Juli | September | 2008 ~ 2009 | Januar | Februar | 2013 | 2015 |
| Sunye            |         |      |           |             |        |         |      |      |
| Ye-eun           |         |      |           |             |        |         |      |      |
| Sunmi            |         |      |           |             |        |         |      |      |
| Hyuna            |         |      |           |             |        |         |      |      |
| Sohee            |         |      |           |             |        |         |      |      |
| Yubin            |         |      |           |             |        |         |      |      |
| Hye-rim          |         |      |           |             |        |         |      |      |

## Diskografie

### Studioalben
| Jahr | Titel Musiklabel               | Höchstplatzierung, Gesamtwochen, AuszeichnungChartsChartplatzierungen (Jahr, Titel, Musiklabel, Platzierungen, Wochen, Auszeichnungen, Anmerkungen) | Anmerkungen                                                         |
| Jahr | Titel Musiklabel               | KR | Anmerkungen                                                         |
| ---- | ------------------------------ | --- | ------------------------------------------------------------------- |
| 2007 | The Wonder Years Seoul Records | KR12 (10 Wo.)KR | Erstveröffentlichung: 13. September 2007 Chartplatzierungen ab 2010 |
| 2011 | Wonder World JYP Entertainment | KR1 (13 Wo.)KR | Erstveröffentlichung: 7. November 2011                              |
| 2015 | Reboot JYP Entertainment       | KR5 (6 Wo.)KR | Erstveröffentlichung: 3. August 2015                                |

### Kompilationen
| Jahr | Titel Musiklabel               | Höchstplatzierung, Gesamtwochen, AuszeichnungChartsChartplatzierungen (Jahr, Titel, Musiklabel, Platzierungen, Wochen, Auszeichnungen, Anmerkungen) | Anmerkungen                             |
| Jahr | Titel Musiklabel               | JP | Anmerkungen                             |
| ---- | ------------------------------ | --- | --------------------------------------- |
| 2010 | Wonder Girls JYP Entertainment | — | Erstveröffentlichung: 10. Februar 2010  |
| 2012 | Wonder Best DefStar Records    | JP32 (3 Wo.)JP | Erstveröffentlichung: 14. November 2012 |

### Single-Alben
| Jahr | Titel Musiklabel                    | Höchstplatzierung, Gesamtwochen, AuszeichnungChartsChartplatzierungen (Jahr, Titel, Musiklabel, Platzierungen, Wochen, Auszeichnungen, Anmerkungen) | Anmerkungen                                                       |
| Jahr | Titel Musiklabel                    | KR | Anmerkungen                                                       |
| ---- | ----------------------------------- | --- | ----------------------------------------------------------------- |
| 2007 | The Wonder Begins JYP Entertainment | KR89 (1 Wo.)KR | Erstveröffentlichung: 13. Februar 2007 Chartplatzierungen ab 2010 |
| 2008 | So Hot JYP Entertainment            | KR72 (3 Wo.)KR | Erstveröffentlichung: 3. Juni 2008 Chartplatzierungen ab 2010     |
| 2016 | Why So Lonely JYP Entertainment     | KR3 (6 Wo.)KR | Erstveröffentlichung: 3. Juni 2008                                |

### EPs
| Jahr               | Titel Musiklabel                                    | Höchstplatzierung, Gesamtwochen, AuszeichnungChartplatzierungen (Jahr, Titel, Musiklabel, Platzierungen, Wochen, Auszeichnungen, Anmerkungen) | Höchstplatzierung, Gesamtwochen, AuszeichnungChartplatzierungen (Jahr, Titel, Musiklabel, Platzierungen, Wochen, Auszeichnungen, Anmerkungen) | Anmerkungen                                                         |
| Jahr               | Titel Musiklabel                                    | KR | JP | Anmerkungen                                                         |
| ------------------ | --------------------------------------------------- | --- | --- | ------------------------------------------------------------------- |
| Südkoreanische EPs |                                                     | | |                                                                     |
|                    |                                                     | | |                                                                     |
| 2007               | The Wonder Years: Trilogy LOEN Entertainment        | KR8 (18 Wo.)KR | — | Erstveröffentlichung: 30. September 2008 Chartplatzierungen ab 2010 |
| 2010               | 2 Different Tears JYP Entertainment                 | KR2 (17 Wo.)KR | — | Erstveröffentlichung: 15. Mai 2010                                  |
| 2012               | Wonder Party JYP Entertainment                      | KR3 (10 Wo.)KR | — | Erstveröffentlichung: 3. Juni 2012                                  |
| Japanische EPs     |                                                     | | |                                                                     |
|                    |                                                     | | |                                                                     |
| 2010               | Nobody for Everybody Sony Music Entertainment Japan | — | JP14 (6 Wo.)JP | Erstveröffentlichung: 25. Juli 2012                                 |

### Singles
| Jahr | Titel Album                                        | Höchstplatzierung, Gesamtwochen, AuszeichnungChartplatzierungen (Jahr, Titel, Album, Platzierungen, Wochen, Auszeichnungen, Anmerkungen) | Höchstplatzierung, Gesamtwochen, AuszeichnungChartplatzierungen (Jahr, Titel, Album, Platzierungen, Wochen, Auszeichnungen, Anmerkungen) | Anmerkungen                                    |
| Jahr | Titel Album                                        | KR | US | Anmerkungen                                    |
| ---- | -------------------------------------------------- | --- | --- | ---------------------------------------------- |
| 2008 | So Hot                                             | — | — | Erstveröffentlichung: 3. Juni 2008             |
| 2008 | Nobody (English Version) The Wonder Years: Trilogy | — | US76 (1 Wo.)US | Erstveröffentlichung: 30. September 2008       |
| 2010 | 2 Different Tears                                  | KR1 (15 Wo.)KR | — | Erstveröffentlichung: 15. Mai 2010             |
| 2011 | Be My Baby Wonder World                            | KR1 (17 Wo.)KR | — | Erstveröffentlichung: 7. November 2011         |
| 2012 | The DJ Is Mine Wonder Party                        | KR8 (8 Wo.)KR | — | Erstveröffentlichung: 2012 feat. School Gyrls  |
| 2012 | Like This Wonder Party                             | KR2 (14 Wo.)KR | — | Erstveröffentlichung: 2012                     |
| 2012 | Like Money –                                       | KR11 (4 Wo.)KR | — | Erstveröffentlichung: 10. Juli 2012 feat. Akon |
| 2012 | Nobody (Japanese Version) Nobody for Everybody     | — | — | Erstveröffentlichung: 2012                     |
| 2015 | I Feel You Reboot                                  | KR3 (11 Wo.)KR | — | Erstveröffentlichung: 2015                     |
| 2016 | Why So Lonely                                      | KR1 (21 Wo.)KR | — | Erstveröffentlichung: 5. Juli 2016             |
| 2017 | Draw Me (그려줘) –                                 | KR32 (2 Wo.)KR | — | Erstveröffentlichung: 10. Februar 2017         |

Weitere Singles
- 2007: Irony
- 2007: It’s Not Love (미안한 마음)
- 2007: Tell Me
- 2007: This Fool (이 바보)

## Filmografie

### Reality-Shows
| Jahr      | Titel                       |
| 2006–2007 | MTV Wonder Girls (Season 1) |
| 2007      | MTV Wonder Girls (Season 2) |
| 2008      | MTV Wonder Girls (Season 3) |
| 2008      | Wonder Bakery               |
| 2009      | Welcome to Wonderland       |
| 2010      | MTV Wonder Girls (Season 4) |
| 2010      | Made in Wonder Girls        |

### Filme
| Jahr | Titel                      | Rolle           |
| ---- | -------------------------- | --------------- |
| 2010 | The Last Godfather         | Kurzauftritt    |
| 2012 | Wonder Girls at the Apollo | Hauptdarsteller |

### Musikvideos – Gastauftritte
| Jahr | Songtitel                | Künstler         | Rolle       |
| ---- | ------------------------ | ---------------- | ----------- |
| 2008 | Cry With Us              | Diverse Künstler | sich selbst |
| 2008 | I Love Asia/ Smile Again | Diverse Künstler | sich selbst |
| 2010 | This Christmas           | JYP Nation       | sich selbst |

## Auszeichnungen
| Jahr | Auszeichnung |
| ---- | --- |
| 2007 | - Cyworld Digital Music Awards: Rookie of the Month (February)("Irony") - Cyworld Digital Music Awards: Song of the Month (October)("Tell Me") - Mnet Asian Music Awards: Best New Female Group ("Irony") - National Assembly of South Korea Pop Culture & Media Awards: Pop Music Award - Korean Music Arts Festival: Female Photogenic Award - 22nd Golden Disk Awards: Bonsang (Main Award) - 22nd Golden Disk Awards: Popularity Award |
| 2008 | - 17th Seoul Music Awards: Newcomer Award - Nick Korea Kids Choice Awards: Best Female Singer - 20th Korean Producers & Directors Awards: Best Singer Award - 5th Korean Music Awards: Best Dance & Electronic Song Award ("Tell Me") - Cyworld Digital Music Awards: Song of the Month (June)("So Hot") - Cyworld Digital Music Awards: Song of the Month (September)("Nobody") - Cyworld Digital Music Awards: Song of the Month (October)("Nobody") - Mnet 20's Choice Awards: Hot Club Music ("So Hot") - Mnet Asian Music Awards: Best Female Group Award - Mnet Asian Music Awards: Best Music Video Award ("Nobody") - Mnet Asian Music Awards: Song of the Year ("Nobody") - 25th Korea Best Dresser Awards: Best Dresser Award for Singer Category - 23rd Golden Disk Awards: Bonsang (Main Award) - Korea Fashion & Design Awards: Style Icon of the Year |
| 2009 | - 18th Seoul Music Awards: Daesang Award - 18th Seoul Music Awards: Bonsang Award - 18th Seoul Music Awards: Best Digital Album Award (The Wonder Years: Trilogy) - 6th Korean Music Awards: Group Musician of the Year Netizen Vote - MTV Style Gala: Most stylish Asian artist of the year - Ministry of Culture, Sports and Tourism: Artist of the Year |
| 2010 | - Metro Radio Mandarin Hit Music Awards: Asia’s Most Hit Group - Yahoo! Asia Buzz Awards: Asia's Most Appealing Korean Female Artist |
| 2011 | - RTHK International Pop Poll Award Presentation: Top Ten International Gold Songs - RTHK International Pop Poll Award Presentation: Top Group/Band Gold Prize - 5th China Wireless Music Awards: Top Ranking Digital Downloads of The Year |

## Tourneen
- 2009: 1st Wonder Tour
- 2010: Wonder Girls World Tour
- 2010: JYP NATION: TEAMPLAY
- 2011: JYP NATION in Japan

### Vorband
- 2009: Jonas Brothers World Tour
- 2010: Justin Bieber’s Valentine’s Day Concert

### Konzert Mitwirkung
- 2007: Shin Hye-sung encore concert
- 2008: JYP Tour
- 2008: Shin Hye-sung Live Tour Side 1 – „Live and Let Live“
- 2009: JYP Tour
- 2010: JYP Nation Team Play Concert
- 2011: JYP Nation Concert in Japan